# Taissy
Taissy é uma comuna francesa na região administrativa de Grande Leste, no departamento de Marne. Estende-se por uma área de 11,53 km². Em 2010 a comuna tinha 2 227 habitantes (densidade: 193,1 hab./km²).